# انتخابات في الكويت
تقام في الكويت انتخابات مجلس الأمة والمجلس البلدي بصورة دورية على أن لا تزيد عن أربعة سنوات. ولأمير الكويت الحق في حل المجلس قبل مدته وتعقد انتخابات مبكرة.

## قانون الانتخاب
اقر أول قانون للانتخاب عام 1962 في عهد الشيخ عبد الله السالم الصباح تمهيداً لأول انتخابات برلمانية. وأدخل على القانون عدد من التعديلات في الأعوام 1963 و1970 و1972 و1980 و1983 و1986 و1995 و2005.
يضمن قانون الانتخاب لكل كويتي بالغ من العمر 21 سنة حق الانتخاب، ويستثنى من لم يمض على تجنسه عشرون سنة ميلادية. يحرم من الانتخاب المحكوم عليه بعقوبة جناية أو في جريمة مخلة بالشرف أو بالامانة إلى أن يرد إليه اعتباره، كما يحرم منتسبي الشرطة والجيش من التصويت أو الترشيح. تكون عملية الانتخاب سرية تحت اشراف السلطة القضائية.

## انتخابات مجلس الأمة
تقوم انتخابات مجلس الأمة على عملية تصويت لاختيار 50 عضو منتخب لمجلس الأمة. يحكم عملية الانتخاب والتصويت دستور الكويت وقانون الانتخاب. أقيمت أول انتخابات في عام 1963 بعد أن أقر الدستور. تقام الانتخابات كل أربعة سنوات، وقد تقام انتخابات مبكرة عندما يقوم أمير الكويت بحل مجلس الأمة. علق العمل بالدستور ومنعت الانتخابات مرتين في عام 1976 و1986. تقسم الكويت إلى خمس دوائر انتخابية ويقوم الناخب في كل دائرة باختيار مرشح واحد، ويتم اختيار العشرة الأوائل من كل دائرة لتمثيل الشعب الكويتي في مجلس الأمة.

### احصائيات متعلقة بانتخابات مجلس الأمة
| الفصل التشريعي        | عدد الدوائر | عدد المرشحين | عدد الناخبين (بالألف) | نسبة المشاركة بالتصويت | ملاحظات |
| --------------------- | ----------- | ------------ | --------------------- | ---------------------- | --- |
| المجلس التأسيس - 1962 | 10          | 73           | 11288                 | 90%                    | |
| الأول - 1963          | 10          | 205          | 16899                 | 85%                    | |
| الثاني - 1967         | 10          | 222          | 26796                 | 67%                    | وقع مرشحين أغلبهم من القوميين العرب عريضة اتهمت بها الحكومة بتزوير الانتخابات، مع تقديم 7 من الفائزين بالانتخابات استقالتهم من المجلس |
| الثالث - 1971         | 10          | 183          | 40246                 | 52%                    | |
| الرابع - 1975         | 10          | 257          | 52993                 | 60%                    | |
| الخامس - 1981         | 25          | 447          | 41953                 | 90%                    | |
| السادس - 1985         | 25          | 261          | 56848                 | 85%                    | |
| السابع - 1992         | 25          | 278          | 81440                 | 83%                    | |
| الثامن - 1996         | 25          | 230          | 107169                | 82%                    | |
| التاسع - 1999         | 25          | 491          | 112882                | 81%                    | |
| العاشر - 2003         | 25          | 246          | 136715                | 80%                    | |
| الحادي عشر - 2006     | 25          | 249          | 340248                | 77%                    | شاركت المرأة للمرة الأولى في الانتخابات النيابية                                                                                      |
| الثاني عشر - 2008     | 5           | 272          | 361684                | 60%                    | |
| الثالث عشر - 2009     | 5           | 211          | 384790                | 58%                    | فازت المرأة للمرة الأولى في الانتخابات النيابية                                                                                       |
| الرابع عشر - 2012     | 5           | 286          | 400296                | 59.5%                  | خسرت المرأة في الانتخابات النيابية |
| الرابع عشر- 2012      | 5           | 307          | 422569                | 40.3%                  | في هذه الانتخابات تم قرار مرسوم صوت الواحد على الناخبين باختيار مرشح واحد في كل دائرة                                                 |
| الرابع عشر- 2013      | 5           | 311          | 439715                | 51.9%                  | |
| السابعة عشر - 2016    | 5           | 324          |                       |                        | انتخابات مبكرة نتيجة لحل أمير الكويت صباح الأحمد الصباح مجلس الأمة المنتخب عام 2013                                                   |
| الثامنة عشر - 2020    | 5           | 395          |                       |                        | أعلنت وزارة الداخلية عن تمكن الأجهزة الأمنية من ضبط عملية شراء أصوات انتخابية لصالح مرشح محتمل للانتخابات عن الدائرة الرابعة          |
| التاسعة عشر - 2022    | 5           | 313          |                       |                        | فازت إمرأتين في الانتخابات. |